# Mike Gillislee
(en) Statistiques sur pro-football-reference
Michael B. Gillislee, Jr., né le 1er novembre 1990 à DeLand en Floride, est un joueur américain de football américain évoluant au poste de running back. Sélectionné au cinquième tour lors de la draft 2013 de la NFL par les Dolphins de Miami, il ne se met en évidence que deux saisons après son entrée dans la National Football League avec les Bills de Buffalo. Après une saison prometteuse, il est récupéré par les Patriots de la Nouvelle-Angleterre, récent vainqueur du Super Bowl LI et principal rival de conférence des Bills.

## Biographie

### Carrière universitaire
Mike Gillislee joue pour les Gators de Floride de 2009 à 2012.

### Carrière professionnelle
Sélectionné en 164e position lors de la draft 2013 de la NFL par les Dolphins de Miami, Gillislee signe un contrat de quatre ans avec la franchise. Libéré de son contrat par les Dolphins en septembre 2015, il signe dans l'équipe d'entraînement des Cardinals de l'Arizona mais n'y reste qu'un mois avant d'être de nouveau libéré sans avoir joué une rencontre. Deux semaines plus tard, Gillislee signe dans l'équipe d'entraînement des Bills de Buffalo. Un mois plus tard, il est promu dans l'effectif des Bills. Le 13 décembre, il inscrit son premier touchdown en National Football League contre les Eagles de Philadelphie. Il marque également un long touchdown la semaine suivante, se révélant à son équipe. À la fin de la saison, le joueur signe une extension de contrat avec les Bills. Lors de la saison 2016, il termine avec 577 yards en 101 portés de balle. Agent libre restreint, il se voit proposé un contrat de 6,4 millions de dollars sur deux saisons par les Patriots, que les Bills décident de ne pas s'aligner. Gillislee devient dès lors un joueur des Patriots de la Nouvelle-Angleterre qui doivent se séparer d'un choix de cinquième tour pour acter la venue du joueur.